# Lagraulet-du-Gers
Lagraulet-du-Gers – miejscowość i gmina we Francji, w regionie Oksytania, w departamencie Gers.
Według danych na rok 1990 gminę zamieszkiwało 395 osób, a gęstość zaludnienia wynosiła 15 osób/km² (wśród 3020 gmin regionu Midi-Pireneje Lagraulet-du-Gers plasuje się na 678. miejscu pod względem liczby ludności, natomiast pod względem powierzchni na miejscu 381.).